# 実数直線

実数直線の模式図

数学における実数直線（じっすうちょくせん、英: real line, real number line）は、その上の各点が実数であるような直線である。
つまり、実数直線とは、すべての実数からなる集合 R を、幾何学的な空間（具体的には一次元のユークリッド空間）とみなしたものということである。
この空間はベクトル空間（またはアフィン空間）や距離空間、位相空間、測度空間あるいは線型連続体としてみることもできる。
単に実数全体の成す集合としての実数直線は記号 R (あるいは黒板太字の ℝ) で表されるのがふつうだが、それが一次元のユークリッド空間であることを強調する意味で R1 と書かれることもある。
本項では R の位相幾何学的、幾何学的あるいは実解析的な側面に焦点を当てる。もちろん実数の全体は一つの体として代数学でも重要な意味を持つが、その文脈での R が直線として言及されるのは稀である。そういった観点を含めた R の詳細は実数の項を参照のこと。

## 線型連続体
実数直線は標準的な大小関係 < による順序に関して線型連続体である。具体的に言えば、実数直線は 大小関係 < に関して全順序集合であり、またこの順序は稠密で、上限性質を持つ。
上記の性質に加えて、実数直線は最大元も最小元も持たない。また、部分集合として可算で稠密なもの（要するに有理数の全体）を含む。可算稠密部分集合を持ち、最大元も最小元も持たないような任意の線型連続体は実数直線に順序同型であるという定理がある。
実数直線は可算鎖条件 (ccc):
「R における互いに交わらない空でない開区間からなる任意の族は可算である」
を満足する。順序集合論においてよく知られるススリンの問題は「最大元も最小元も持たず可算鎖条件を満足する線型連続体は R に順序同型でなければならないか」ということを問うものである。そしてこの問題の主張は、集合論で標準的な公理系として用いられる ZFC から独立であることが知られている。

## 距離構造
実数直線は、差の絶対値
d(x, y)  =  | x − y | 

実数直線上の距離は絶対差（差の絶対値）

を距離として距離空間となる。p ∈ R および ε > 0 に対して、R における p を中心とする ε-球体とは、単に開区間 (p − ε, p + ε) のことである。
実数直線は距離空間としていくつか重要な性質を持つ。
- 実数直線は（任意の実コーシー列が収斂するという意味で）完備距離空間である。
- 実数直線は弧状連結であり、またもっとも単純な測地距離空間の例の一つである。
- 実数直線のハウスドルフ次元は 1 に等しい。
- 実数直線上の等距離変換群（ユークリッドの運動群 E(1) とも呼ばれる）は、t を適当な実数として x ↦ t ± x なる形の函数すべてからなる。この運動群は、加法群としての R と位数 2 の巡回群との半直積に同型であり、一般化二面体群の例になっている。

## 位相的な性質

実数直線にただひとつの無限遠点を加えてコンパクト化できる。

実数直線上には標準的に二つの互いに同値な方法で位相を入れることができる。一つは、実数直線が全順序集合であることを用いて順序位相を入れる方法。もう一つは先に述べた距離からくる内在的な距離位相を入れる方法である。R 上のこれら二つは全く同じ位相を定める。位相空間としては、実数直線は開区間 (0, 1) に同相である。
実数直線は明らかに一次元の位相多様体である。同相の違いを除いて、境界のない一次元多様体は二種類しかなく、実数直線 R1 のほかは円周 S1 である。実数直線には標準的な微分構造も入るから、可微分多様体にすることができる（位相空間としての構造の上に乗る微分構造は微分同相の違いを除いて一つしかない）。
実数直線は局所コンパクトかつパラコンパクトであり、また第二可算かつ正規空間である。また弧状連結であり、従って連結である一方で、任意の一点を取り除くだけで不連結にすることができる。また実数直線は可縮であり、そのホモトピー群および簡約ホモロジー群はすべて零となる。
局所コンパクト空間としての実数直線はいくつかの方法でコンパクト化することができる。R の一点コンパクト化は円周（実射影直線）であり、付け加えられた点は符号なしの無限大と考えることができる。別な方法で、実数直線に二つの端点を付け加えて得られる端コンパクト化は拡大実数直線 [−∞, +∞] と呼ばれる。他にも、実数直線に無限個の点を付け加えるストーン-チェックコンパクト化などがある。
文脈によっては実数全体の成す集合上に標準と異なる位相（例えば下極限位相やザリスキー位相）を入れるほうが有効であることもある。R に対するザリスキー位相は有限補位相と同じになる。

## 線型構造
実数直線は、実数全体の成す体 R（つまり自分自身）の上の一次元ベクトル空間である。このベクトル空間は標準内積を持ち、ユークリッド空間の構造を示す（ここでいう内積は単に実数の通常の乗法のことである）。R 上の標準ノルムは絶対値に他ならない。

## 測度空間としての性質
実数直線にはルベーグ測度という標準的な測度を入れることができる。ルベーグ測度は R 上のボレル測度（区間の測度は区間の長さであるものとして定められる測度）の完備化として定義することができる。
実数直線上のルベーグ測度は局所コンパクト群上のハール測度のもっとも簡単な例のひとつである。